# جولة استاد تايلور سويفت
جولة استاد تايلور سويفت كانت الجولة الخامسة وأول جولة في جميع الاستادات للمغنية الأمريكية وكاتبة الأغاني تايلور سويفت ، لدعم ألبومها الاستوديو السادس سمعة (2017).  بدأت الجولة في 8 مايو 2018 ، في جليندال واختتمت في 21 نوفمبر 2018 في طوكيو ، وتضم 53 عروض، حضت الجولة 2,939,783 من الحضور وحققت إيرادات بقيمة 345.7 مليون دولار، لتصبح أنجح جولة لسويفت حتى الآن، وثالث أعلى جولة موسيقية ربحًا في العالم على الإطلاق، والجولة الأعلى ربحًا في تاريخ الولايات المتحدة وأمريكا الشمالية، والجولة هي أكثر جولة نسائية مبيعًا في المملكة المتحدة في عام 2018
تلقت الجولة استحسانًا عالميًا من النقاد، الذين وصفوها بشكل عام بأنها أفضل جولة لعام 2018 وأفضل جولة لسويفت حتى الآن.  وواصلت كذلك الفوز بالعديد من الجوائز، حازت على جائزة «جولة العام». تم تسجيل عروض 6 أكتوبر في استاد AT&T في أرلينغتون بولاية تكساس ، وتم إصداره كفيلم وثائقي حفل موسيقي أصلي في شبكة نتفليكس ويحمل نفس اسم الجولة في 31 ديسمبر، وحصل على إشادة نقدية.

## الأداء التجاري

### مبيعات التذاكر

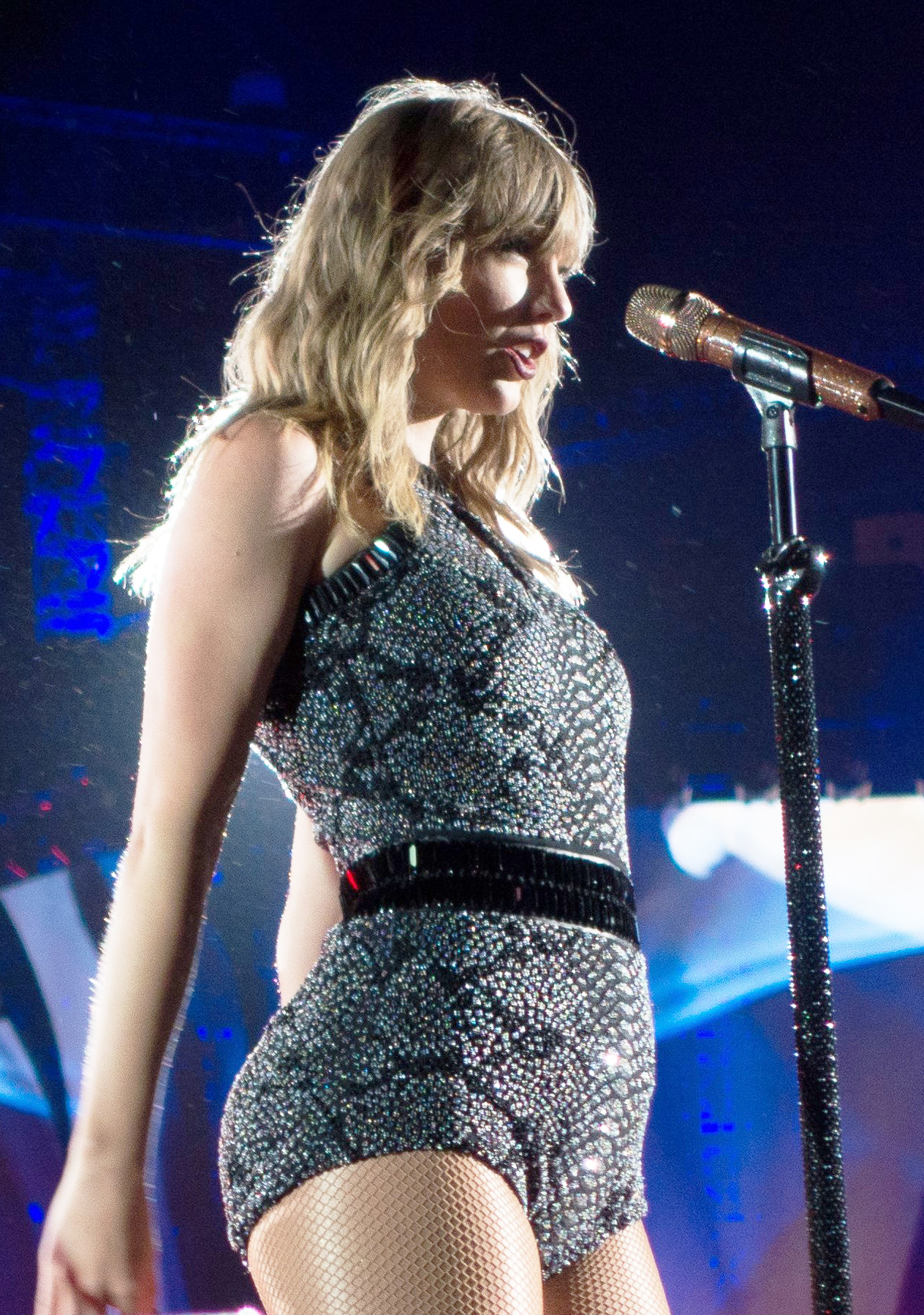
سويفت تؤدي في أستاد Levi في سانتا كلارا (كاليفورنيا)

بعد أربعة أيام من المبيعات عبر منصة Verified Fan وثلاثة أيام من المبيعات التذاحر للجمهور الذي بدأ في 13 ديسمبر، حققت الجولة بالفعل 180 مليون دولار من 33 تاريخًا في أمريكا الشمالية وحدها. استطلعت صحيفة Pollstar البيانات التي قدمتها شبكة ملعب Gridiron ، وهي مجموعة من مرافق من NFL التي تعمل معًا لحجز الحفلات الموسيقية في مبانيها، والتي أظهرت أنه تم بيع ما لا يقل عن 35000 تذكرة في عشرة من الملاعب على الطريق اعتبارًا من 18 ديسمبر.  من 35,419 في هاينز فيلد في بيتسبرغ إلى أعلى مستوى 48,039 في لينكولن فايننشال فيلد.  مع بيع أكثر من 47000 تذكرة، تم الإعلان عن أن تاريخ 12 مايو 2018 في ملعب ليفي في سانتا كلارا كان ما يقرب من 9 ملايين دولار من إيرادات التذاكر، مما دفع إلى إضافة تاريخ إضافي.
وفقًا لـ StubHub ، فإن الجولة هي أكثر جولة نسائية مبيعًا في المملكة المتحدة في عام 2018.

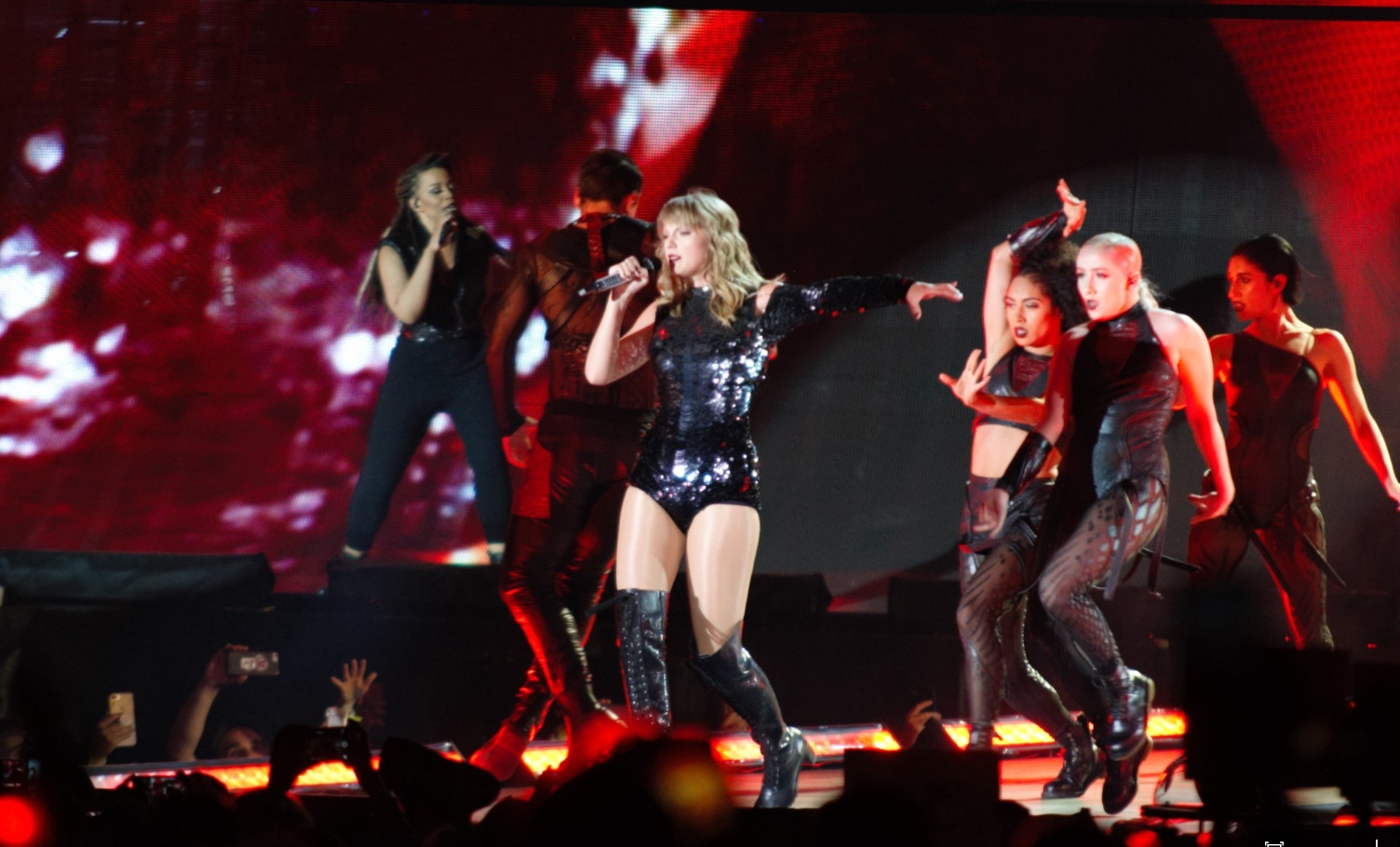
سويفت اثناء أداءها في استاد الهيئة الرياضية في مايل هاي في دنفر ، كولورادو ، مما جعلها أول امرأة ترأس حفلًا موسيقيًا في الاستاد.

حققت العروض السبعة الأولى من الجولة 54 مليون دولار مع بيع 390.000 تذكرة، مما أدى إلى دخول سويفت في أعلى مخطط مراتب مخطط Billboard's Hot Tours في يونيو 2018. قامت بأداء لحشد يصل إلى 59,157 مع كل تذاكر مبيعة كامبة في جليندال، و 107,550 في سانتا كلارا (أكثر من ليلتين) ، وحققت إجمالي 7.21 مليون دولار و 14 مليون دولار على التوالي، في حين أن عروض باسادينا جمعت لما يقرب من 16.3 مليون دولار وسياتل جمعت أكثر من 8.6 مليون دولار ، حققت الحفلات الموسيقية في لويزفيل وكولومبوس، التي تم الإعلان عنها في يوليو 2018 ، 11.5 مليون دولار مع بيع حوالي 115000 تذكرة، مع بيع المدينة الأخيرة أعلى إجمالي وأكثر التذاكر المباعة، مع ما يقرب من 63000 تذكرة و 6.6 مليون دولار.

## فيلم الجولة
تايلور سويفت: جولة استاد السمعة هو فيلم من إخراج بول دوجديل.  تم إصداره في 31 ديسمبر 2018 ، حصريًا عبر نتفليكس ، يتابع الفيلم العرض الثاني للمغنية الأمريكية وكاتبة الأغاني تايلور سويفت في استاد AT&T في أرلينغتون بولاية تكساس في جولتها الموسيقية الخامسة التي حطمت الرقم القياسي.
أعلنت سويفت على وسائل التواصل الاجتماعي في عيد ميلادها، 13 ديسمبر، أن فيلم الحفل سيصدر عالميًا بالشراكة مع نتفليكس في ليلة رأس السنة.  تم تصويره في اليوم الأخير من المحطة في أمريكا الشمالية من الجولة.